# Basilique-cathédrale de l'Immaculée-Conception de Port-d'Espagne
Cette  cathédrale et basilique ne doit pas être confondue avec une autre cathédrale de Trinité-et-Tobago.
 D’autres édifices religieux sont nommés basilique de l'Immaculée-Conception et cathédrale de l'Immaculée-Conception.
La basilique-cathédrale de l'Immaculée-Conception est une cathédrale catholique située à Port-d'Espagne, à Trinité-et-Tobago. Elle est le siège de l'archidiocèse de Port-d'Espagne et dédiée à l'Immaculée Conception de la Bienheureuse Vierge Marie.

## Historique
La première église, un des édifices les plus anciens de Trinité-et-Tobago, date de 1781 pendant la période coloniale espagnole et fut construite en bois et en argile mais ne pouvant contenir que 500 paroissiens au maximum. À la suite d'un incendie survenu à Port-d'Espagne en 1808, le gouverneur de l'époque, Sir Ralph Woodford, ordonna à l'architecte britannique Philip Reinagle de reconstruire l'église comme une cathédrale, dans un style néogothique dans le cadre de son projet de reconstruction, d'agrandissement et d'embellissement de la ville. La première pierre est posée le 25 mars 1816 et a été consacrée par le premier archevêque de Port-d'Espagne, Patrick Smith.
La cathédrale a obtenu le titre de basilique mineure en 1857 sous le pontificat de Pie IX.
Elle a subi d'importantes rénovations durant plusieurs années. La messe de réouverture de la cathédrale fut présidée par l'évêque Joseph Harris le 5 décembre 2015.

## Architecture et intérieur
La cathédrale a été bâtie en forme de croix latine et les chapelles attenantes ont été dédiées à Notre Dame et saint Joseph. Les clochers, à l'origine en calcaire, ont été remplacés par du bois, à la suite du tremblement de terre de 1825 qui les avaient endommagés.
Les vitraux mettent en scène les différentes composantes ethniques du pays.